# Нартамонга

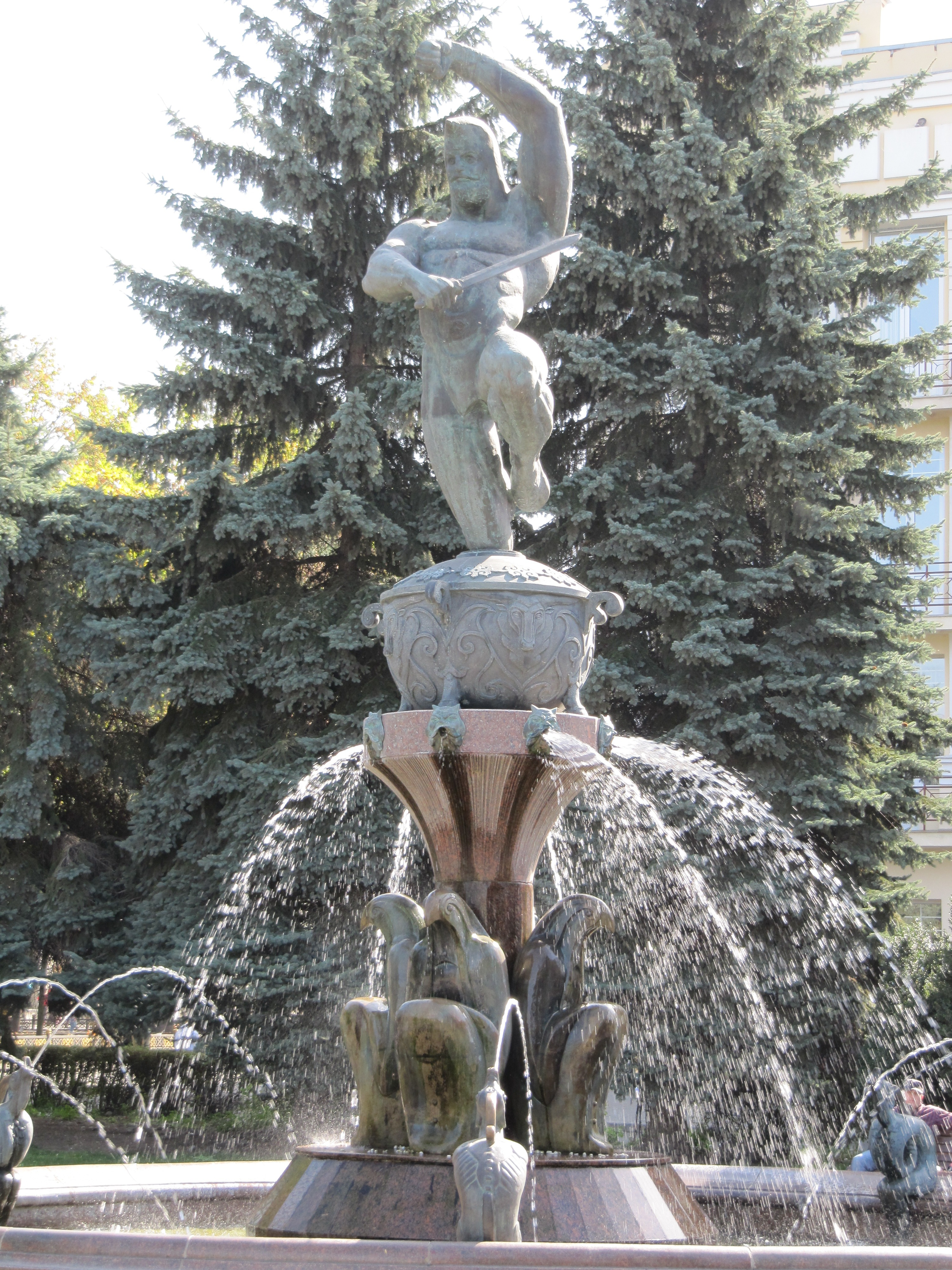
Фонтан «Танцующий Сослан на чаше Уацамонга», Владикавказ

Нартамонга, в других вариантах — Амонга, Уацамонга, Ацамонга (осет. Уацамонгæ, Ацамонгæ, Нартамонгæ, Амонгæ) — в осетинской (нартской) мифологии волшебная чаша («указательница»), присутствующая на пирах нартских воинов-героев.

## Мифология
Образ Уацамонги в осетинском нартском эпосе персонифицирован: она является действующим персонажем эпоса, наделённым даром определять достоинства нартовских героев. К устам того героя, кто совершил славные подвиги и правдиво об этом рассказал, чаша поднималась сама. Она наполнялась целительным напитком и сама поднималась к губам очередного героя, рассказывающего правдивую историю о своих подвигах и поила его неиссякаемым чудесным напитком. В случае, если рассказчик говорил неправду, чаша наполнялась зловонным варевом с ящерицами и прочими пресмыкающимися, прогоняя лжеца прочь.
Уацамонга хранится в доме одного из нартских родов Алагата, представители которого славились рассудительностью и умом. В доме рода Алагата проходили знаменитые нартские пиршества, во время которых нарты рассказывали о своих подвигах.

«Они хранят у себя Нартамонга и торжественно приносят её на пир. Она используется ими и для других целей, и тогда Алагата ставят условия. Например, во время пира, когда соперничавшие друг с другом Сослан и Челахсартаг плясали и на полу и на столах, а один из них даже на концах поднятых кверху нартовских мечей, Алагата вынесли Уацамонга, четырёхугольную чашу Нартов, полную ронга и сказали: «Кто спляшет с чашей на голове, не пролив ни капли, тот и есть лучший плясун».

Нартский рассказ о Уацамонга является осетинским вариантом легенды о чаше «святого Грааля» и скифской «золотой чаше», упавшей с небес и ставшей достоянием сыновей достославного Таргитая. Чаша, или на осетинском языке — «къус», практически у всех народов являлась символом веры и религии.